# Villefranche-d'Albigeois
Villefranche-d'Albigeois è un comune francese di 1 117 abitanti situato nel dipartimento del Tarn nella regione dell'Occitania.

## Società

### Evoluzione demografica
Abitanti censiti